# صاریغ دم‌کوتاه آزگود
صاریغ دم‌کوتاه آزگود (نام علمی: Monodelphis osgoodi) نام یک گونه از سرده تک‌زهدان‌ها است.